# For Love and Glory (pel·lícula de 1911)
For Love and Glory és una pel·lícula muda de la Vitagraph estrenada el 14 d'agost de 1911 dirigida per Van Dyke Brooke i protagonitzada per Maurice Costello i Helen Gardner. La crítica del moment va destacar l'actuació d'Alec B. Francis.

## Argument
El lloctinent Osmond de l'armada britànica es compromet en matrimoni amb Rose Seaton. El seu pare no hi està d'acord i com que no li fa cas el deshereta. Per altra banda, el pare de Rose es mor d'un atac de cor per problemes amb els negocis.
L'exercit envia el lloctinent a Sud-àfrica amb el seu regiment per lluitar contra els bòers. Durant una batalla mor. La dona rep l'espasa del seu marit amb la notícia de la seva mort i quan ho comunica al seu sogre aquest no en vol saber res per lo que queda sense cap ajut econòmic.
Un dia que camina pel carrer al vell senyor Osmond li cau el bastó i per casualitat li recull el seu net. Ell s'ofereix a acollir i cuidar del seu net però sense acollir la mare. Aquesta, pel bé del seu fill consent. Passat un temps, un dia que la mare passa per davant de la mansió on viu el seu fill aquest la reconeix i se li llença als seus braços. El vell, aclaparat, canvia d'idea i l'acull a casa seva.

## Repartiment
- Maurice Costello (lloctinent Osmond)
- Helen Gardner (senyora Osmond)
- Van Dyke Brooke (pare de la senyora Osmond)
- Alec B. Francis (missatger que anuncia la mort d'Osmond)
- Will D. Corbett (pare d'Osmond)